# Anem a fer bronze a la neu
Anem a fer bronze a la neu (títol original en francès: Les Bronzés font du ski) és una pel·lícula amb la tropa de le Splendid, dirigida per Patrice Leconte i estrenada el 1979. És continuació de la pel·lícula Anem a fer bronze (1978).	Ha estat doblada al català.

## Argument
1979. Els amics d'Els Bronzejats es troben en l'estació d'esports d'hivern de Val-d'Isère on Jérôme, Gigi i Popeye treballen.
Jérôme i Gigi ara estan casats: Gigi té una creperia mentre que Jérôme treballa en el seu gabinet mèdic. Nathalie i Bernard, reconciliats i «nous rics», són propietaris d'un pis de propietat compartida. Jean-Claude, sempre buscant la seva ànima germana i sempre un desastre com a seductor, prova desesperadament de lligar amb tot el que mou. Christiane desembarca amb un home casat i clarament més gran que ella, Marius. Popeye és aleshores molt menys segur d'ell: humiliat per la seva dona que l'enganya amb el seu cosí, explica als seus amics que és el gerent d'una botiga d'esports d'hivern, quan és regentat per aquesta mateixa parella.

## Repartiment
- Michel Blanc: Jean-Claude Dusse
- Marie-Anne Chazel: Gisèle André anomenada «Gigi»
- Christian Clavier: Jérôme Tarayre
- Gérard Jugnot: Bernard Morin
- Josiane Balasko: Nathalie Morin
- Thierry Lhermitte: Robert Lespinasse anomenat «Popeye»
- Dominique Lavanant: Christiane
- Maurice Chevit: Marius Franceschini
- Bruno Moynot: Gilbert
- Roland Giraud: M. Camus
- Fernand Bonnevie: el monitor de ski
- Guy Laporte: el cosí
- Isabelle de Botton: la dona de l'anterior llogater
- Michel Such: l'anterior llogater
- Maurice Aufair: un dels dos muntanyencs
- Jean-Marc Henchoz: un dels dos muntanyencs
- David Pontremoli: l'italià Sylvio
- Attilio Maggiuli: Marcello
- Doris Thomas: Frau Schmidt
- Hélène Aubert: Martine

## Al voltant de la pel·lícula
- La cançoneta cantada per Michel Blanc al telecadira hauria hagut d'estar en principi la famosa cançó Estrella de les neus però qui tenia els drets van refusar la seva utilització en la pel·lícula. Pierre Bachelet i Raymond Gimenès van imaginar doncs una nova versió recordant malgrat tot l'original: Quan te reverrai-je…[3] En el documental L'Après-ski des Bronzés de l'edició Collector de la pel·lícula ISBN 3 259119 684695 Error en ISBN: prefix no vàlid,[3] Patrice Leconte dona l'explicació següent :

| « | En principi, ell (Michel Blanc) cantava Étoile des neiges … perquè s'estava segur que estava en el domini públic o poc en faltava. I a continuació, saber que per cantar Étoile des neiges, calia pagar molt car i es va decidir que millor deixar-ho que pagar car. He demanat al compositor de la música de fer-nos-en una “a la manera de”, però una altra cosa, és a dir que pugui colar com Etoile des neiges, però cantant una altra cosa. I aleshores Etoile des neiges ha esdevingut Quand te reverrai-je ?. «Quand je te reverrai». | » |

.
- La pel·lícula va ser rodada a Val-d'Isère; tanmateix, els responsables de l'estació i l'equip de rodatge acaben molt tibants i el nom de l'estació no apareix en cap part del guió.[4]